# Acanthodactylus blanfordii
Acanthodactylus blanfordii este o specie de șopârle din genul Acanthodactylus, familia Lacertidae, ordinul Squamata, descrisă de Boulenger 1918. Conform Catalogue of Life specia Acanthodactylus blanfordii nu are subspecii cunoscute.